# Moon Museum
Das Moon Museum (Mondmuseum) ist eine kleine rechteckige Keramikkachel (1,4 × 1,9 cm), die sechs Zeichnungen von sechs Künstlern der 1960er Jahre zeigt. Die beteiligten Künstler sind Robert Rauschenberg, David Novros, John Chamberlain, Claes Oldenburg, Forrest Myers und Andy Warhol.
Angeblich wurde eine der Kacheln an einem Bein der Mondlandefähre Intrepid befestigt, die 1969 mit der Apollo 12 zum Mond geschickt wurde. Somit befände sich das Objekt noch heute auf dem Mond und wäre das erste von Menschen erzeugte Kunstobjekt auf dem Mond.

## Geschichte
Initiator des Projekts war der Bildhauer Forrest Myers. Vergeblich versuchte er, die NASA von der Idee zu überzeugen, ein Minimuseum auf den Mond zu bringen. Da er keine Antwort erhielt, entschloss er sich, das Vorhaben im Geheimen durchzuziehen. Mithilfe der Non-Profit-Organisation Experiments in Art and Technology (E.A.T.) kam er in Kontakt mit Ingenieuren der Bell Laboratories. In den Bell Labs wurden mehrere Kopien der geplanten Kachel angefertigt: eine für die Mondlandefähre, die anderen für die am Projekt beteiligten Personen. Über einen am Bau der Landefähre beteiligten Ingenieure wurde die für den Mond vorgesehene Kachel am Bein der Fähre befestigt.
Die Aufstiegsstufe der Mondlandefähre wurde nach dem Wiederandocken an das den Mond umkreisende Raumschiff abgestoßen und fiel auf den Mond zurück, wo sie zerschellte. Sollte die Kachel daran befestigt gewesen sein, so ist sie wahrscheinlich beim Aufprall zerstört worden. Sollte die Kachel jedoch am Bein der Abstiegsstufe befestigt sein, wie angenommen, dann befindet sie sich immer noch auf dem Mond, da die Abstiegsstufe der Landefähre nicht zum Raumschiff zurückflog, sondern an der Landestelle verblieb.

## Die 6 Kunstwerke
Die Schwarz-Weiß-Zeichnungen sind auf der querliegenden Kachel in zwei Dreierreihen angeordnet. Die obere Reihe zeigt von links nach rechts die Zeichnungen von Warhol, Rauschenberg und Novros, die untere Reihe von links nach rechts die Werke von Myers, Oldenburg und Chamberlain.
Die Zeichnungen im Einzelnen:
- Andy Warhol benutzte seine Initialen, um einen Penis zu zeichnen, der auch als Rakete interpretiert werden kann.
- Robert Rauschenberg zeichnete eine gerade Linie, die leicht von links nach rechts ansteigt.
- Von David Novros stammt ein schwarzes Quadrat, das von weißen Linien durchzogen wird und einem Schaltkreis ähnelt.
- Forrest Myers trug eine computergenerierte Zeichnung bei, die eine geschlossene Figur aus sich mehrfach kreuzenden Linien zeigt.
- Claes Oldenburgs Zeichnung ist eine kindlich anmutende Version der Micky Maus.
- John Chamberlains rechtwinklig angeordnetes Muster gleicht wiederum einer Schaltkreiszeichnung.